# Iłżanka
Iłżanka – lewobrzeżny dopływ Wisły. Ma długość 77,2 km i powierzchnię zlewni 1114 km².
Rzeka płynie w województwie mazowieckim, przepływa przez, między innymi, Mirów Stary, Iłżę, Kazanów i Ciepielów, a swój początek (źródło) ma w miejscowości Gąsawy Rządowe, w pobliżu cmentarza w tejże miejscowości. W okolicach Iłży rzeka rozlewa się, tworząc układ czterech przepływowych jezior, m.in. Zalew Iłżecki. Do Wisły wpada w okolicach Chotczy Dolnej.
Dopływami Iłżanki są Brodek, Kosówka, Małyszyniec, Modrzejowianka, Struga i Strużanka.